# Країни-господарки чемпіонатів світу з футболу

Зеленим кольором позначені країни, що приймали ЧС один раз, салатним — двічі

Країни-господарки чемпіонатів світу з футболу вибираються за кілька років до початку тієї чи іншої світової першості на спеціальній нараді Виконавчого комітету ФІФА. Шляхом таємного голосування обирається країна-господарка чемпіонату світу, яка і прийме всі матчі майбутнього турніру.
Після вибору футбольна асоціація країни, що перемогла і уряд дають гарантії будівлі всіх необхідних спортивних об'єктів: стадіонів, готелів, аеропортів і т. д. Національна збірна автоматично потрапляє у фінальну частину і, таким чином, звільняється від матчів відбіркового турніру (починаючи з 1938 року).

## Список країн-господарок
| Рік  | Країна-господарка                    | Частина світу    | Переможець чемпіонату |
| ---- | ------------------------------------ | ---------------- | --------------------- |
| 1930 | Уругвай                              | Південна Америка | Уругвай               |
| 1934 | Італія                               | Європа           | Італія                |
| 1938 | Франція                              | Європа           | Італія                |
| 1942 | Відмінений через Другу світову війну |                  |                       |
| 1946 | Відмінений через Другу світову війну |                  |                       |
| 1950 | Бразилія                             | Південна Америка | Уругвай               |
| 1954 | Швейцарія                            | Європа           | ФРН                   |
| 1958 | Швеція                               | Європа           | Бразилія              |
| 1962 | Чилі                                 | Південна Америка | Бразилія              |
| 1966 | Англія                               | Європа           | Англія                |
| 1970 | Мексика                              | Північна Америка | Бразилія              |
| 1974 | ФРН                                  | Європа           | ФРН                   |
| 1978 | Аргентина                            | Південна Америка | Аргентина             |
| 1982 | Іспанія                              | Європа           | Італія                |
| 1986 | Мексика                              | Північна Америка | Аргентина             |
| 1990 | Італія                               | Європа           | ФРН                   |
| 1994 | США                                  | Північна Америка | Бразилія              |
| 1998 | Франція                              | Європа           | Франція               |
| 2002 | Південна Корея / Японія              | Азія             | Бразилія              |
| 2006 | Німеччина                            | Європа           | Італія                |
| 2010 | ПАР                                  | Африка           | Іспанія               |
| 2014 | Бразилія                             | Південна Америка | Німеччина             |
| 2018 | Росія                                | Європа/Азія      | Франція               |
| 2022 | Катар                                | Азія             | Аргентина             |
| 2026 | Канада, США, Мексика                 | Північна Америка |                       |

## Результати голосувань

### Чемпіонат світу 1930
Заявки:
- Угорщина
- Італія
- Нідерланди
- Іспанія
- Швеція
- Уругвай

Шість країн подали заявки на проведення першого чемпіонату світу. Перед тим, як почалося офіційне голосування Конгресу ФІФА, всі кандидатури європейських країн несподівано були зняті. Спочатку відмовилися Нідерланди та Угорщина, потім Швеція відмовилася на користь Італії, а Італія та Іспанія відмовилися потім від своїх заявок, залишивши з кандидатів тільки Уругвай. 18 травня 1929 в Барселоні Конгрес ФІФА оголосив про одноголосне присудження Уругваю права на проведення першого чемпіонату світу.
Результат:
1. Уругвай
2. Італія відмовилась
3. Іспанія відмовилась
4. Швеція відмовилась
5. Нідерланди відмовились
6. Угорщина відмовилась

### Чемпіонат світу 1934
Заявки:
- Італія
- Швеція

До початку голосування відмовилася від заявки Швеція, залишивши тільки одного кандидата на Кубок світу - Італію. Рішення про проведення другого чемпіонату світу було підтверджено спочатку в Стокгольмі, а потім в Цюриху 14 травня 1932. Італія офіційно отримала документи, що підтверджують її право на проведення турніру, 9 жовтня 1932 році.
Результат:
1. Італія
2. Швеція відмовилась

### Чемпіонат світу 1938
Заявки:
- Аргентина
- Франція
- Німеччина

Цього разу жоден кандидат не відмовився від боротьби за третій чемпіонат світу. На Конгресі ФІФА, який проходив у Берліні 13 серпня 1936, було прийнято рішення віддати чемпіонат світу 1938 року Франції, яка набрала понад 50% голосів. Німеччина ж, незважаючи на те, що Конгрес проходив в її столиці, не отримала жодного голосу.
Результат:
1. Франція, 19 голосів
2. Аргентина, 4 голоси
3. Німеччина, 0 голосів

### Чемпіонат світу 1942
Заявки: 
- Бразилія
- Німеччина

Заявки встигли подати Бразилія та Німеччина, однак Друга світова війна змусила скасувати вибори господарів чемпіонату світу. Рішення так і не було прийнято, незважаючи на те, що ФІФА виключила Німеччину з кандидатів.

### Чемпіонат світу 1950
Заявка:
- Бразилія

Після закінчення Другої світової війни економіка всіх країн Європи була в руїнах, а єдиною країною, здатною прийняти четвертий ЧС, могла бути Бразилія. Чемпіонат світу було вирішено спочатку провести в 1949 році, але потім його перенесли на 1950. Бразилії право на проведення чемпіонату світу 1950 року офіційно було передано 26 липня 1946 на Конгресі ФІФА в місті Люксембурзі, тоді ж і було прийнято рішення перенести ЧС на 1950.

### Чемпіонат світу 1954
Заявка: 
- Швейцарія

Ще не всі країни відновили свою економіку та інфраструктуру після війни. Швейцарія зберігала нейтралітет і не понесла будь-яких відчутних втрат у війні, що давало їй шанси на проведення п'ятого світового турніру. Отримала вона право на п'ятий чемпіонат світу 27 липня 1946, на наступний день після передачі прав на ЧС-1950 Бразилії. Того ж дня знову було прийнято рішення перенести ЧС з 1953 на 1954 роки. Опонентів у швейцарців не було.

### Чемпіонат світу 1958
Заявка: 
- Швеція

Втретє поспіль за чемпіонат світу, шостий за рахунком, боролася тільки одна країна: цього разу Швеція, яка також зберігала нейтралітет у Другій світовій війні. У Ріо-де-Жанейро 23 червня 1950 Конгрес ФІФА офіційно передав право Швеції на проведення чемпіонату світу.

### Чемпіонат світу 1962
Заявки:
- Аргентина
- Чилі
- ФРН

Вперше після Другої світової війни Західна Німеччина, яку вже відновили в правах члена ФІФА, подавала заявку на чемпіонат світу, однак ще до голосування відкликала свою заявку. У Лісабоні 10 червня 1956 року було прийнято рішення про передачу прав на сьомий чемпіонат світу Чилі. Чилійці виграли вже в першому раунді голосування, перемігши Аргентину. Згодом після Великого Чилійського землетрусу 1960 ФІФА роздумувала позбавити південноамериканську країну чемпіонату світу, але після вмовлянь президента Чилі залишила своє рішення 1956 року в силі.
Результат:
1. Чилі, 32 голоси
2. Аргентина, 11 голосів
3. ФРН відмовилась

### Чемпіонат світу 1966
Заявки:
- Англія
- ФРН
- Іспанія

Друга спроба Західної Німеччини прийняти чемпіонат світу (восьмий за рахунком) виявилася безуспішною. Незважаючи на зняття з дистанції Іспанії, в Римі 22 серпня 1960 більшість членів ФІФА підтримало Англію.
Результат
1. Англія, 34 голоси
2. ФРН, 27 голоси
3. Іспанія відмовилась

### Чемпіонат світу 1970
Заявки:
- Аргентина
- Мексика

Конгрес ФІФА, що пройшов у Токіо 8 жовтня 1964, віддав перевагу Мексиці. З великою перевагою мексиканці взяли вгору над Аргентиною і стали господарями дев'ятого чемпіонату світу.
Результат:
1. Мексика, 56 голоси
2. Аргентина, 32 голоси

### Чемпіонати світу 1974, 1978 і 1982
Заявки на ЧС-1974
- ФРН
- Іспанія

Заявки на ЧС-1978
- Аргентина
- Мексика

Заявки на ЧС-1982
- ФРН
- Іспанія

Вперше одразу три місця проведення чемпіонатів визначалися в один день. Лондон став місцем проведення чергового Конгресу ФІФА. 6 липня 1966 представники ФІФА вибрали місця для проведення турнірів. Західна Німеччина виграла в Іспанії право на проведення 10-го за рахунком чемпіонату світу, а потім, дотримуючись правил ФІФА при виборі країн-господарів, відкликала заявку на ЧС-1982, автоматично віддавши право Іспанії на дванадцятий чемпіонат світу. Прикладом Німеччини пішла Мексика й відкликала заявку на одинадцятий чемпіонат світу, поступившись Аргентині.
Результат ЧС-1974
1. ФРН
2. Іспанія відмовилась на користь ЧС-1982

Результат ЧС-1978
1. Аргентина
2. Мексика відмовилась, оскільки була господаркою ЧС-1970

Результат ЧС-1982
1. Іспанія
2. ФРН відмовилась, оскільки отримала право на ЧС-1974

### Чемпіонат світу 1986
Заявка:
- Колумбія

9 червня 1974 в Стокгольмі Виконком ФІФА (так тепер називався Конгрес ФІФА) ухвалив рішення віддати 13-й чемпіонат світу Колумбії, у якої не було опонентів.
Результат:
1. Колумбія

Однак фінансові проблеми Колумбії змусили країну 5 листопада 1982 звернутися до ФІФА з проханням скасувати своє рішення (менше ніж за 4 роки до старту). ФІФА скликала знову нараду, отримавши заявки з трьох країн Північної Америки: Канади, США та Мексики.
Заявки:
- Канада
- Мексика
- США

У Цюриху 20 травня 1983 Виконком ФІФА вдруге в історії присудив мундіаль мексиканцям. Кількість виборців було невідомою, оскільки голосування було анонімним. Відомо, що ні США, ні Канада голосів не отримали.
Результат:
1. Мексика (анонімно, одноголосно)
2. Канада,  США: 0 голосів

### Чемпіонат світу 1990
Заявки:
- Італія
- СРСР
- Греція
- Англія

Вперше в історії в боротьбу за проведення 14-го чемпіонату світу включилися СРСР та Іран. Англія та Греція знялися з дистанції ще до голосування, яке пройшло вдруге в Цюриху 19 травня 1984, а потім відмовився й Іран, втративши можливість поборотися за перше проведення чемпіонату світу в Азії. У фінальному раунді голосування СРСР несподівано програв Італії з рахунком 11:5. На думку експертів, рішення ФІФА було продиктовано тим, що СРСР раніше бойкотував Олімпіаду в Лос-Анджелесі у відповідь на бойкот західними країнами Московської Олімпіади.
Результат:
1. Італія, 11 голосів
2. СРСР, 5 голосів
3. Греція знялася
4. Англія знялася

### Чемпіонат світу 1994
Заявки:
- Бразилія
- Марокко
- США
- Чилі

На 15-й чемпіонат світу сенсаційно стала претендувати Африка, а її кандидатом стало Марокко. У Цюриху втретє поспіль пройшло фінальне голосування, перед яким знялось Чилі. Марокко випередило Бразилію на 5 голосів, але поступилось США. 4 липня 1988 США отримали право на чемпіонат світу.
Результат:
1. США, 10 голосів
2. Марокко, 7 голосів
3. Бразилія, 2 голосів
4. Чилі знялось

### Чемпіонат світу 1998
Заявки:
- Франція
- Марокко
- Швейцарія

Цюрих став традиційним містом, де проводиться нарада Виконкому ФІФА. 1 липня 1992 там було ухвалено рішення про 16-й мундіаль. За чемпіонат світу знову боролось Марокко, в боротьбу включилися Швейцарія та Франція. Остання країна і виграла право на проведення турніру. Відомо, що Марокко та Швейцарія на двох отримали 7 голосів, чого не вистачило ні одній, ні іншій стороні для перемоги.
Результат:
1. Франція, 12 голосів
2. Марокко,  Швейцарія; разом 7 голосів

### Чемпіонат світу 2002
Заявки:
- Південна Корея/ Японія
- Мексика

31 травня 1996 в Цюриху пройшло традиційне голосування за місце проведення чемпіонату світу 2002 року, сімнадцятого за рахунком. Заявки Японії та Південної Кореї були несподівано об'єднані, незважаючи на напружені відносини між країнами. Заявка взяла вгору над мексиканської заявкою, яка взагалі не отримала голосів. Однак рішення ФІФА не сподобалося багатьом членам Виконкому, і 15 травня 2004 президент ФІФА Йозеф Блаттер офіційно оголосив, що чемпіонат світу 2002 року - це перший і останній випадок проведення турніру двома країнами, а спільні заявки двох і більше країн на проведення одного турніру вже не будуть розглядатися ФІФА.
Результат:
1. Південна Корея/ Японія (спільна заявка, одноголосно)
2. Мексика

### Чемпіонат світу 2006
Заявки:
- Бразилія
- Англія
- Німеччина
- Марокко
- ПАР

7 липня 2000 Цюрих став місцем виборів господарки чемпіонату світу 2006 року, 18-го за рахунком. За турнір боролися 5 країн: Бразилія, Англія, Німеччина, Марокко і ПАР. Бразилія знялася за 3 дні до голосування, а саме голосування тривало кілька турів. У фінальному раунді Німеччина виграла у ПАР з перевагою в один голос, проте вибори виявилися одними з найскандальніших:
| Країна         | Голси | Голси | Голси |
| Країна         | 1     | 2     | 3     |
| -------------- | ----- | ----- | ----- |
| Німеччина      | 10    | 11    | 12    |
| ПАР            | 6     | 11    | 11    |
| Англія         | 5     | 2     | 0     |
| Марокко        | 2     | 0     | 0     |
| Всього голосів | 23    | 24    | 23    |

#### Скандал
Перед виборами представник Нової Зеландії у ФІФА, Чарльз Демпсі, отримав настанову з ОФК з рекомендацією голосувати за ПАР. Вважаючи це за тиск, Демпсі відмовився від голосування. Якби він підтримав ПАР, то рахунок був би рівним, а остаточне рішення приймав би Йозеф Блаттер, який особисто віддавав перевагу ПАР. Однак перемогла Німеччина, яка набрала 12 голосів проти 11 голосів ПАР. Також Демпсі і ще 7 людей отримали лист з німецького журналу «Titanic» з погрозами на свою адресу в разі відмови голосувати за Німеччину.
Подібне рішення змусило ФІФА ухвалити рішення про скасування принципу ротації з 2018 року.

### Чемпіонат світу 2010
- Єгипет
- Лівія/ Туніс
- Марокко
- ПАР

19-й чемпіонат світу нарешті повинен був пройти в Африці. Він був першим чемпіонатом, відданим згідно з принципом ротації континентів. Проте ще до початку голосування зняли свою подвійну заявку Лівія та Туніс, оскільки ФІФА забороняло спільні кандидатури. У фінальному раунді ПАР перемогла з рахунком 14:10, обігнавши Марокко. Єгипет не отримав голосів взагалі. 8 травня 2004 рішення про передачу чемпіонату світу в ПАР було ухвалено знову в Цюриху.
| ПАР            | 14 |
| Марокко        | 10 |
| Єгипет         | 0  |
| Всього голосів | 24 |

### Чемпіонат світу 2014
Заявка:
- Бразилія

Продовжуючи слідувати принципу ротації, 30 жовтня 2007 20-й чемпіонат світу був відданий Бразилії, яка не проводила турнір з 1950-го року. Спроби Колумбії претендувати на чемпіонат світу провалилися, також відмовлено було спільній заявці Чилі та Аргентини, а Венесуела не була допущена до подачі заявки. Рішення було ухвалено шляхом таємного голосування.
Результат:
1. Бразилія (одноголосно)

### Чемпіонати світу 2018 і 2022
| Заявки на ЧС-2018: - Бельгія / Нідерланди - Англія - Іспанія / Португалія - Росія | Заявки на ЧС-2022: - Австралія - Японія - Південна Корея - Катар - США |

На 21-й та 22-й чемпіонати світу мали претендували Австралія, Англія, подвійна заявка Бельгія - Нідерланди, Індонезія, подвійна заявка Іспанія - Португалія, Катар, Китай, Мексика, Росія, США, Південна Корея та Японія. Мексика, Китай і Індонезія згодом відкликали свої заявки. Незважаючи на те, що ФІФА не приймало подвійні заявки, керівники Іспанії та Португалії з одного боку і Бельгії та Нідерландів з іншого не збиралися приймати дане правило і подали свої заявки, які ФІФА все ж схвалила.
Остаточне рішення було прийняте 2 грудня 2010 у Цюриху. Росія отримала право на проведення ЧС-2018, набравши вже в другому турі 13 голосів. З урахуванням того , що двох членів Виконкому ФІФА дискваліфікували за звинувачення у підкупі , всього було 22 виборців, і 13 голосів вистачило для перемоги. У впертій боротьбі за проведення ЧС-2022 переміг Катар, господар Кубка Азії 2004. В останньому турі голосування заявка арабської країни перемогла заявку США. ЧС-2022 вперше пройде на Близькому Сході. На рішення ФІФА у світі відреагували критично, вказуючи на суворі закони в країні і сумнівність проведення турніру в жарку пору року.
| Країна              | Голоси | Голоси |
| Країна              | 1      | 2      |
| ------------------- | ------ | ------ |
| Росія               | 9      | 13     |
| Іспанія/ Португалія | 7      | 7      |
| Нідерланди/ Бельгія | 4      | 2      |
| Англія              | 2      | 0      |
| Всього голосів      | 22     | 22     |

| Країна         | Голоси | Голоси | Голоси | Голоси |
| Країна         | 1      | 2      | 3      | 4      |
| -------------- | ------ | ------ | ------ | ------ |
| Катар          | 11     | 10     | 11     | 14     |
| США            | 3      | 5      | 6      | 8      |
| Південна Корея | 4      | 5      | 5      | 0      |
| Японія         | 3      | 2      | 0      | 0      |
| Австралія      | 1      | 0      | 0      | 0      |
| Всього голосів | 22     | 22     | 22     | 22     |